# オンラインブックマーク
オンラインブックマーク（ Online Bookmark ）は、インターネット上のサービスの一つ。ネット上にブックマークを保存し、複数のPCでブックマークの共有を可能にする。
また、オンラインブックマークを特定の利用者だけではなく、不特定多数の利用者間で共有できるものは、特にソーシャルブックマークと呼ばれる。

## 同期機能を持つブラウザ
一部のブラウザにはブックマークをネットワーク上に保存し、オンラインブックマークとしての役割を果たすものが存在する。アカウントに情報を蓄積し、別の端末を利用した場合でもアカウントへのアクセスを許可することで大量のブックマークを一度に取り込むことが出来る。
| 時期          | ブラウザ        | 機能の名称   | 必要なアカウント     | 備考                                           |
| ------------- | --------------- | ------------ | -------------------- | ---------------------------------------------- |
| 2008年6月12日 | Opera           | Opera Link   | My Operaのアカウント | メモ機能、検索エンジン、入力履歴なども同期可能 |
| 2010年6月1日  | Mozilla Firefox | Firefox Sync | 専用アカウント       | 履歴、パスワード、セッションなども同期可能     |
| 2010年9月2日  | Google Chrome   | 同期         | Googleアカウント     | テーマ、拡張機能、設定、自動入力も同期可能     |